# Taux de mortalité maternelle
Le taux de mortalité maternelle est un indice statistique de la mort maternelle. Il exprime le rapport entre le nombre de femmes décédées à la suite de conséquences obstétricales directes ou indirectes — pendant leur grossesse ou lors des 42 jours après l'accouchement —, et le nombre de naissances vivantes. Ce taux est calculé sur une année. 
Ce taux est à distinguer du nombre de décès maternel rapporté au nombre de femmes en âge de procréer. Ce second rapport est égal au premier rapport multiplié par le taux de fécondité annuel. Pour éviter toute confusion, certains auteurs préconisent d'utiliser des termes différents pour ces deux valeurs : le nombre de décès maternel rapporté au nombre de naissances d'enfants vivants porterait le nom de rapport de mortalité maternel (RMM) tandis que le terme de taux de mortalité maternel (TMM) serait affecté au nombre de décès maternel rapporté au nombre de femmes en âge de procréer,. Par la suite, l'article utilisera néanmoins le terme le plus souvent rencontré dans les sources soit «taux de mortalité maternel» pour le nombre de décès rapporté au nombre de naissances d'enfants vivants.
Exprimé souvent en nombre de décès pour 100 000 naissances, il est extrêmement variable tombant à moins de 10 pour 100 000 naissances  pour certains pays développés pour dépasser 1 000 dans certains pays de la région sub-saharienne. On note cependant une baisse régulière et générale de ce taux depuis les années 2000.
Le taux de mortalité maternel est aussi à distinguer du risque de décès maternel sur la durée de la vie – c’est-à-dire la probabilité qu’une jeune femme décède un jour d’une cause liée à la grossesse ou à l’accouchement. Une évaluation de ce risque peut se faire en multipliant le taux de mortalité maternel par l'indice de fécondité, c'est-à-dire par le nombre d'enfants que la femme est susceptible de mettre au monde.

## Évolution du taux de mortalité maternelle dans l'Europe de l'ouest et aux  États-Unis
Une étude un peu fine du taux de mortalité maternelle dans ces pays permettrait de déterminer les facteurs favorisant l'abaissement du taux de mortalité dans les pays en voie de développement. L'absence d'étude épidémiologique et de statistiques avant le milieu du XIXe siècle empêche d'avoir une vision claire de cette évolution sur une longue période. Il reste cependant quelques études qui peuvent servir de données indicatives.
Le médecin et statisticien Sigismund Peller (1890-1985) a recensé les cas de  mortalité maternelle, pour les femmes de familles régnantes de l' Europe du XVIe au XIXe siècle et signale un taux de mortalité voisin de 2% (i.e. 2000 décès pour 100 000 naissances entre le XVIe siècle et la première moitié du XIXe siècle, le taux étant voisin de 1,5 %  dans la seconde moitié du XIXe siècle. Une étude menée sur la population de Genève du XVIIe siècle conduit à évaluer le taux de mortalité à quinze décès pour 1 000 naissances (1 500 décès pour 100 000 naissances).
Une étude menée par Hector Gutierrez et Jacques Houdaille, sur la France rurale du XVIIIe siècle, conduit à un taux de mortalité variable selon les régions de l'ordre de 29 ‰ (i.e. 2 900 décès pour 100 000 naissances) à 10,5 ‰, pour une moyenne variant de  12,9 ‰ à 10,5 ‰  entre 1700 et 1829. Ce faible taux par rapport à celui évalué par Peller pourrait être du à une sous-évaluation des décès car ne sont comptabilisés que les décès après une naissance déclarée, n'incluant les ondoyés décédés que par un facteur correctif. 
Ces études révèlent cependant qu'une lente baisse commence à s'amorcer dans le courant du XIXe siècle. Cette baisse est également signalée par Irvine Loudon, auteur de Death in childbirth: an international study of maternal care and maternal mortality 1800–1950. Selon cet auteur, cette baisse serait due à une meilleure qualité, en nombre et en formation, des sages-femmes, plus qu'à une amélioration des conditions économiques. La découverte par Semmelweis de la responsabilité des chirurgiens dans la transmission des infections des cadavres autopsiés aux parturientes, n'a pas été, selon Loudon, un facteur déterminant dans cette baisse et il pointe plutôt les mesures d'antisepsie développées par Joseph Lister dans les années 1880.
À la fin du XIXe siècle, et au début de XXe siècle le taux de mortalité est relativement élevé avec de fortes disparités, selon les pays et selon les régions dans chaque pays, les taux variant de 300 pour 100 000 naissances en Suède jusqu'à  700 pour 100 000 naissances aux États-Unis, mais ce dernier taux est à relativiser car la méthode de recensement inclut plus de cas de mortalité dans ce pays. Le faible taux remarqué en Suède pourrait être dû à une meilleure formation des sages-femmes concernant l'asepsie.
Loudon signale deux fait troublants. Le premier est un palier observé durant les premières décennies du XXe siècle alors que les taux de mortalité  tant pour la mortalité infantile que pour celle due aux maladies infectieuses ne cessent de baisser durant cette période. Il l'analyse comme un indice du faible intérêt du corps médical pour le métier d'accoucheur, les praticiens préférant des spécialités plus nobles comme chirurgie ou gynécologie, et donc d'une faible formation dans ce domaine. 
Le second point est la forte disparité entre le taux de mortalité à l'hôpital et à domicile, le taux de mortalité à l'hôpital pouvant être 10 fois plus élevé que celui à domicile. Loudon l'impute , certes à un problème d'asepsie, mais aussi à l'arrogance et l'ignorance de certains praticiens, leur impatience et leur recours inutile aux instruments.
Vers le milieu des années 1930 s'amorce une baisse significative du taux de mortalité maternelle qui, en 20 ans, va tomber à moins de 100 décès  pour 100 000 naissances. Les causes en sont une meilleure prise en compte des problèmes d'infection avec l'introduction des sulfamides, puis des antibiotiques, dès progrès médicaux concernant l'anesthésie et la transfusion sanguine, une meilleure formation et organisation des services, et aussi à un usage plus modéré de l'instrumentalisation. 
Le taux de mortalité continue à baisser dans le seconde moitié du XXe siècle. Il est, par exemple, de 20 pour 100 000 naissances en France en 1975 et tombe sous les 10 pour 100 000 naissances en 2000 en Europe de l'Ouest. Cette baisse spectaculaire est plus importante pour le taux de mortalité maternelle que pour celui de la mortalité infantile: par exemple, dans la France rurale,  le premier est divisé par près de 70 en deux siècles alors que le second n'est divisé que d'un facteur 20.

## Taux de mortalité maternelle dans le monde
Concernant le recensement mondial, on peut noter une forte disparité dans les taux entre les pays développés où le taux moyen est  de 16 pour 100 000 naissances en 2015 et les pays en voie de développement. L'Afrique subsaharienne est la plus fortement touchée avec des taux dépassant 1 000 décès pour 100 000 naissances. En 2017, le taux le plus faible était recensé en Australie avec 7 décès pour 100 000 naissances, tandis que trois pays dépassaient 1 000 décès pour 100 000 naissances : la Sierra Leone, le Sud Soudan et le Tchad. À l'intérieur d'un même pays, le taux de mortalité peut varier selon les régions et la population étudiée. Ainsi aux États-Unis où le taux en 2010 était de 15 pour 100 000 naissances, on note des pointes atteignant 34,9 pour 100 000 à New York et 83,6 pour 100 000 chez les femmes noires.
Les facteurs en cause pouvant expliquer un fort taux de mortalité sont des facteurs de santé comme l'extrême jeunesse, des maladies concomitantes (paludisme ou Sida), l'anémie ou la malnutrition, les mutilations génitales et des facteurs économiques et sociaux comme la pauvreté, le faible accès aux soins, le faible pouvoir de décision des femmes. Entre également en jeu l'existence ou non de conflits dans les pays concernés.
Depuis les années 1990, le nombre de décès maternels par an a baissé de près de 42 %. Dans la plupart des pays le taux de mortalité baisse régulièrement depuis 2000, en moyenne de 2,9 % par an avec des baisses très importantes en Asie du sud avec 59 % de baisse en 17 ans, les autres régions ayant divisé par deux le taux entre 2000 et 2017. Même l'Afrique sud-saharienne dont les taux restent élevés a baissé de 38 %. Certains pays voient leur taux de mortalité augmenter durant cette période comme l'Amérique du Nord mais cette hausse est à relativiser : le taux y est très faible et il pourrait s'agir seulement d'une meilleure collation des données ou d'un changement dans les strates de la population.